# هيذر يونغ (ممثلة)
هيذر يونغ (من مواليد باتريشيا كاي باترسون، 1 أبريل 1945) ممثلة سابقة اشتهرت بلعب دور الشخصية بيتي هاميلتون في المسلسل التلفزيوني لاند أوف ذا جيانتس.

## روابط خارجية
- هيذر يونغ على موقع IMDb (الإنجليزية)
- هيذر يونغ على موقع قاعدة بيانات الفيلم (الإنجليزية)
- هيذر يونغ في قاعدة بيانات الأفلام على الإنترنت